# Alan Rudolph
Alan Steven Rudolph (n. 18 decembrie 1943, Los Angeles, California, SUA) este un regizor de film și scenarist american.

## Biografie
Rudolph s-a născut în Los Angeles, ca fiul lui Oscar Rudolph (1911–1991), un regizor de televiziune și actor american.
A devenit interesat de cinematografie și a fost un protejat al regizorului Robert Altman. Rudolph a lucrat ca regizor asistent la ecranizarea lui Altman a romanului lui Raymond Chandler, The Long Goodbye și mai târziu la filmul original al acestuia Nashville.
A debutat ca regizor cu filmul de groază Premonition (cunoscut și ca Head sau The Impure) din 1972.

## Filmografie
Ca regizor
- 1972 Premonition
- 1974 Nightmare Circus (ca „Gerald Cormier”)[7][8]
- 1976 Welcome to L.A. (și scenarist)
- 1978 Remember My Name (și scenarist)
- 1980 Roadie (și povestea filmului)
- 1982 Specii pe cale de dispariție (Endangered Species)
- 1983 Return Engagement
- 1984 Partitura prieteniei (Songwriter)
- 1984 Choose Me (și scenarist)
- 1985 Trouble in Mind (și scenarist)
- 1987 Made in Heaven
- 1988 The Moderns (și scenarist)
- 1990 Love at Large (și scenarist)
- 1991 Mortal Thoughts
- 1992 Equinox (și scenarist)
- 1994 Mrs. Parker and the Vicious Circle (și scenarist)
- 1997 Afterglow () (și scenarist)
- 1999 Breakfast of Champions (și scenarist)
- 2000 Trixie (și scenarist)
- 2001 Investigating Sex (și scenarist)
- 2002 The Secret Lives of Dentists
- 2017 Ray Meets Helen

## Legături externe
- Alan Rudolph la Internet Movie Database
- Alan Rudolph la Allmovie